# القتل الجماعي في ظل الأنظمة الشيوعية
وقعت أعمال القتل الجماعي في ظل العديد من الأنظمة الشيوعية في القرن العشرين. تختلف تقديرات الوفيات بشكلٍ كبير اعتمادًا على تعريفات الوفيات المدرجة. وتمثّل التقديرات الأعلى لعمليات القتل الجماعي الجرائم التي ترتكبها الحكومات ضد المدنيين بما في ذلك عمليات الإعدام وتدمير السكان من خلال الجوع الذي يتسببه الإنسان والوفيات أثناء عمليات الترحيل الإجباري والسجن وعبر العمل القسري.

## الاصطلاح
- الإبادة الجماعية: بموجب اتفاقية الإبادة الجماعية تنطبق جريمة الإبادة الجماعية عمومًا على القتل الجماعي للجماعات العرقية بدلًا من الجماعات السياسية أو الاجتماعية.[1] تمت إزالة حماية المجموعات السياسية من قرار الأمم المتحدة بعد التصويت الثاني لأن العديد من الولايات بما في ذلك الاتحاد السوفياتي بقيادة جوزيف ستالين توقعت أن تطبّق الفقرة قيودًا غير ضرورية على حقهم في قمع الاضطرابات الداخلية.[2][ا][ب][ج][د]
- الجانب السياسي: يُستخدم مصطلح الجانب السياسي لوصف قتل الجماعات التي لا تغطيها اتفاقية الإبادة الجماعية.[3]
- نحر جماعي: عرّف البروفيسور روميل هذا المصطلح بأنه القتل المتعمّد لشخص غير مسلّح أو منزوع السلاح من قبل موظفي الحكومة الذين يتصرفون بصفتهم الرسمية وبموجب سياسة الحكومة أو القيادة العليا.[4][5][6]
- القتل الجماعي: عرّف البروفيسور إرفين ستوب القتل الجماعي بأنه قتل أعضاء في مجموعة دون النية للقضاء على المجموعة بأكملها أو قتل أعداد كبيرة من الناس دون تعريف دقيق لعضوية المجموعة.[7][ه]
- القمع: يشير البروفيسور ستيفن ويتكروفت إلى أنه وفقًا لمصطلحات الاتحاد السوفيتي مثل «الإرهاب» و «التطهيرات» و «القمع» التي تُستخدم للإشارة إلى نفس الأحداث.[8][9]

## تقديرات
وفقًا لكلاس غوران كارلسون، فإن مناقشة عدد ضحايا الأنظمة الشيوعية كانت غير محدودة ومنحازة أيديولوجيًا. على الرغم من أن أي محاولة لتقدير إجمالي عدد ضحايا الشيوعية الذي يعتمد بشكلٍ كبير على التعريفات، فقد أُجريت عدة محاولاتٍ لتجميع البيانات المنشورة سابقًا:
وفقًا لكتاب البروفيسور روميل بعنوان الموت عن طريق الحكومة، فقد قُتل حوالي 110 مليون شخص من الأجانب والمحليين بسبب الإبادة الجماعية الشيوعية من عام 1900 حتى عام 1987. في عام 1993، كتب روميل: "حتى لو كان لدينا قدرة على الوصول الكامل إلى جميع الأراشيف الشيوعية، فإننا ما زلنا غير قادرين على حساب عدد الشيوعيين الذين قُتلوا بالضبط. ونرى أنه على الرغم من الإحصاءات الأرشيفية والتقارير التفصيلية عن الناجين، فلا يزال الخبراء يختلفون مع ما يزيد على 40 بالمئة من العدد الإجمالي لليهود الذين قُتلوا على أيدي النازيين. لا يمكننا أن نتوقع بالقرب من هذه الدقة بالنسبة لعدد ضحايا الشيوعية، ولكن يمكننا الحصول على ترتيب محتمل من حيث الحجم وتقريب نسبي لهذه الوفيات في المدى الأكثر احتمالا.
وفقا لبنيامين فالنتينو في عام 2005، تراوح عدد غير المقاتلين الذين قتلتهم الأنظمة الشيوعية في الاتحاد السوفيتي وجمهورية الصين الشعبية وكمبوديا وحدها من مستوى منخفض بلغ 21 مليونًا إلى 70 مليونًا. يقول روميل وغيره بأن فالنتينو قال أن أعلى حد ممكن من الوفيات المنسوبة للأنظمة الشيوعية كان يصل إلى 110 ملايين وفية.

## الأسباب المقترحة

### أيديولوجية
كتب كلاس غوران كارلسون: إن الأيديولوجيات هي أنظمة أفكار لا يمكن أن ترتكب جرائم مستقلة. غير أن الأفراد والجماعات والدول التي عرّفت نفسها بأنها شيوعية ارتكبت جرائم باسم الأيديولوجية الشيوعية أو دون تسمية الشيوعية باعتبارها المصدر المباشر الدافع لجرائمهم.

### النظام السياسي

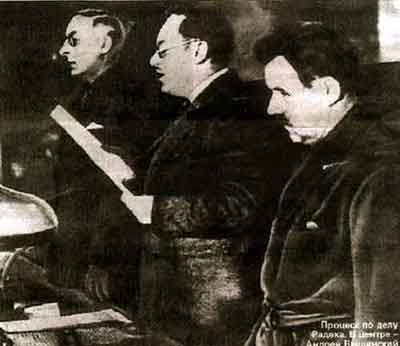
المدعي العام أندري فيشينسكي (في الوسط) يقرأ لائحة الاتهام لعام 1937 ضد كارل راديك خلال محاكمة موسكو الثانية.

تؤكد آن أبلباوم أنه: «بدون استثناء، كان الاعتقاد اللينيني في دولة الحزب الواحد هو السمة المميزة لكل نظام شيوعي» و «تكرر استخدام البلشفية للعنف في كل ثورة شيوعية».

## الدول التي وقعت فيها عمليات القتل الجماعي

### الاتحاد السوفييتي
يدّعي الباحث في مجال الإبادة الجماعية آدم جونز أنه هناك القليل جدًا في سجل التجارب الإنسانية لمطابقة العنف الذي أُطلق بين عام 1917 عندما استولى البلاشفة على السلطة وعام 1953 عندما توفي جوزيف ستالين وتحرّك الاتحاد السوفييتي لتبنّي سياسة داخلية أكثر تقييدًا. ويلاحظ أن الاستثناءات هي الخمير الحمر (من الناحية النسبية) وحكم ماو في الصين (من حيث القيمة المطلقة).

### جمهورية الصين الشعبية
جاء الحزب الشيوعي الصيني إلى السلطة في الصين في عام 1949 بعد حربٍ أهليةٍ دامية بين الشيوعيين والقوميين. هناك إجماع عام بين المؤرّخين على أنه بعد استيلاء ماو تسي تونغ على السلطة، تسببت سياساته وتطهيراته السياسية بشكلٍ مباشر أو غير مباشر في موت عشرات الملايين من الناس. بناءًا على تجربة السوفييت، اعتبر ماو العنف ضروريًا لتحقيق مجتمع مثالي مشتق من الماركسية وعزم على تنفيذ العنف على نطاق واسع.

### كمبوديا (كمبوتشيا الديمقراطية)
شكّلت حقول القتل عدداً من المواقع في كمبوديا حيث قُتل ودُفن عدد كبير من الناس على يد نظام الخمير الحمر أثناء حكمها في البلاد من عام 1975 إلى عام 1979 بعد نهاية حرب فيتنام.